# 암굴왕 (애니메이션)
암굴왕(일본어: 巌窟王, Gankutsuou: The Count of Monte Cristo, 몬테 크리스토)은 곤조가 제작한 일본의 SF 애니메이션 TV 시리즈이다. 알렉상드르 뒤마의 1844년 소설 몽테크리스토 백작을 각색한 작품으로, 총 24개화 시리즈가 일본 TV를 통해 2004년 10월부터 2005년 3월 사이 방영되었다. 서부 국가에는 Geneon Entertainment에서 처음 라이선스가 시도되었고 이후 퍼니메이션이 맡았다. 이 시리즈는 각본가 고우야마 스이치에 의해 소설 3부작인 라디오 드라마로 각색되었고 시리즈 제작자 마에다 마히로 작화의 일본 만화가 2005년부터 2008년까지 방영되었다.
5053년을 배경으로 한다.